# Barra espaciadora

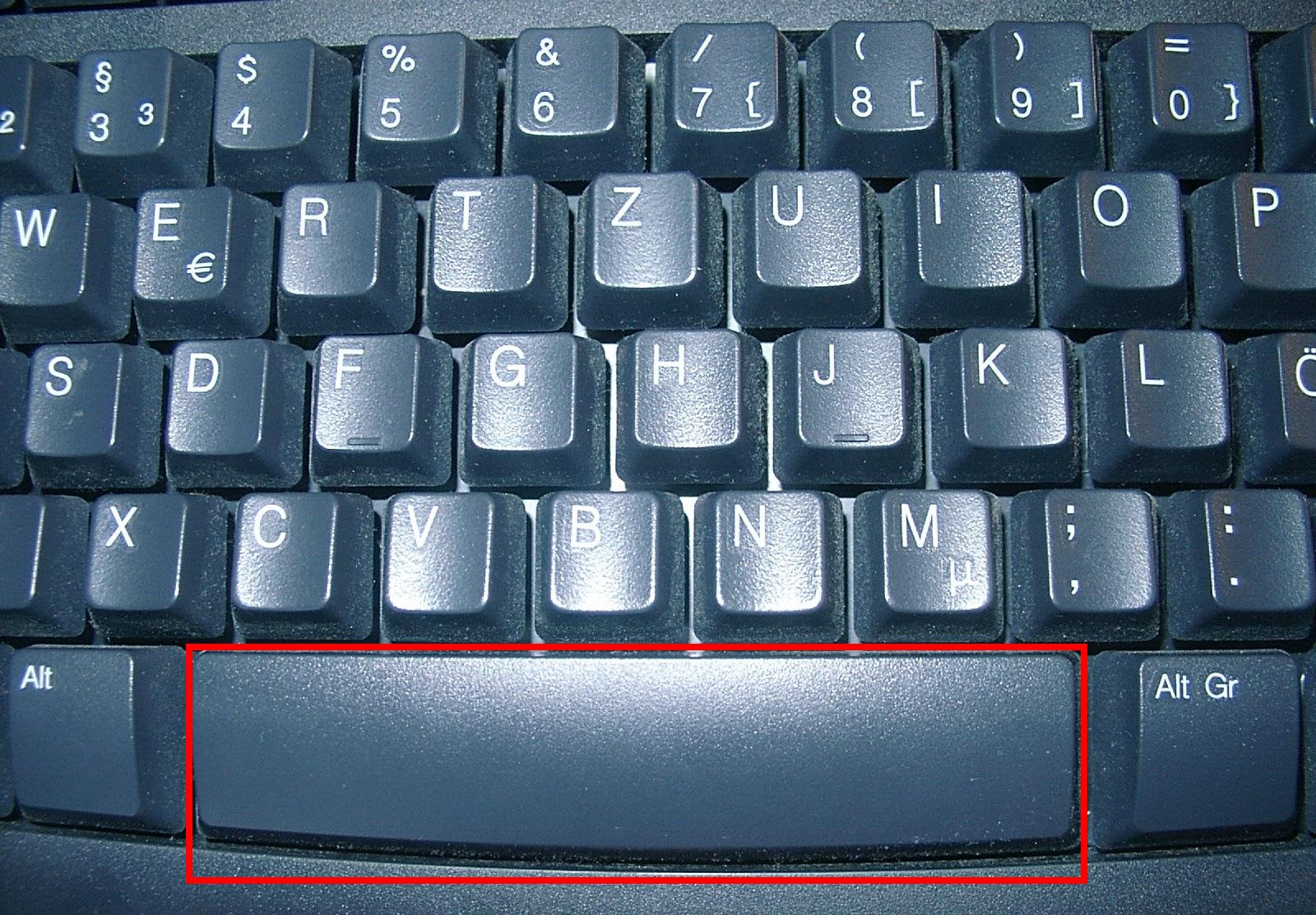
Ubicación de la barra espaciadora en un teclado convencional

La barra espaciadora o tecla de espacio es una tecla en un teclado alfanumérico con forma de una barra horizontal en la fila más baja, notablemente más grande que las demás teclas. Su objetivo principal es insertar un espacio, por ejemplo, entre palabras. Los usuarios normalmente la presionan con el pulgar derecho, aunque por su diseño puede ser presionada con cualquier dedo.
Teclado IBM PC/Compatible IBM PC/Microsoft Windows (distribución española).
- Datos: Q1072900
- Multimedia: Spacebar / Q1072900